# Garsington Opera

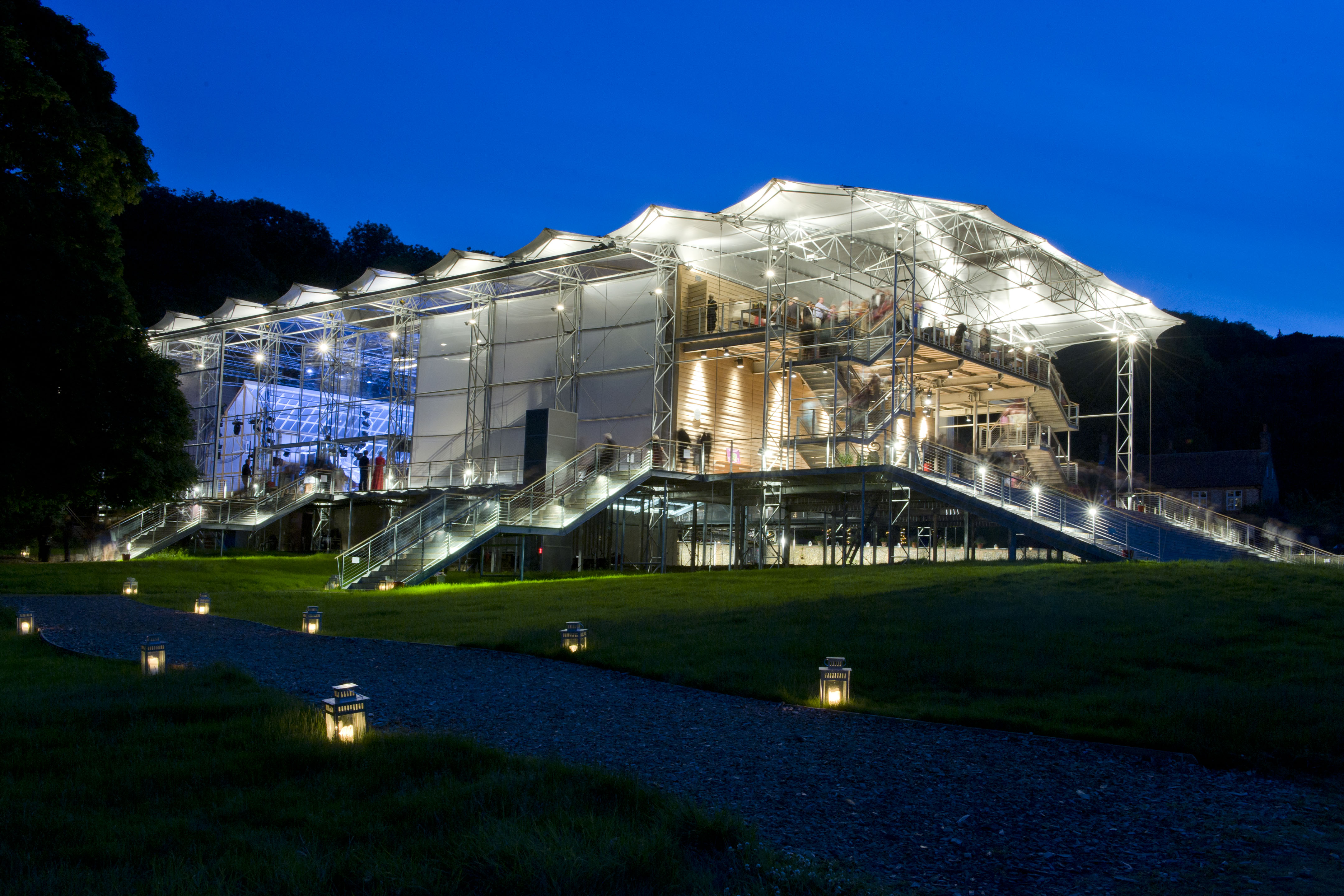
Garsington Opera im Wormsley Park

Garsington Opera ist ein englisches Opernfestival, gegründet 1989, das alljährlich im Juni und Juli in Wormsley Park in den Chiltern Hills in Buckinghamshire stattfindet. Ursprünglich als Benefizveranstaltung für die Bodleian Library im nahegelegenen Oxford ins Leben gerufen, wurde Garsington Opera im Laufe der Zeit weit über die Grenzen Englands hinaus bekannt. Bei den Freilichtaufführungen werden die Opern meist von jungen Künstlern am Beginn ihrer Karriere gespielt. Das Festival ist im Sommer ein beliebter Anziehungspunkt für Opernfreunde und die langen Aufführungspausen werden häufig genutzt, ein Picknick im Park zu veranstalten.

## Geschichte

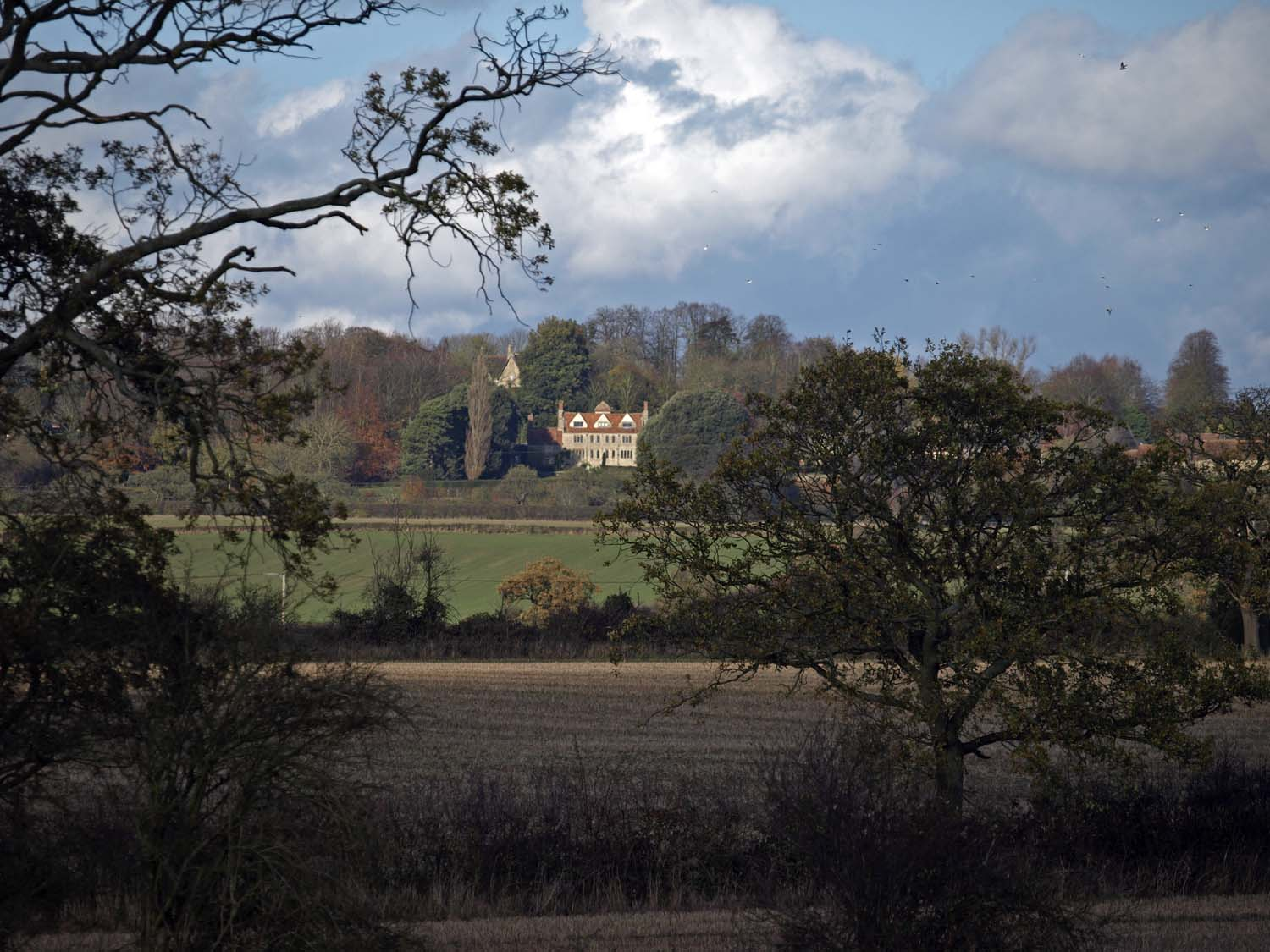
Panoramafoto von Garsington Manor, 2011

Gründer und langjähriger Leiter des Festivals war der Bankier Leonard Victor Ingrams (1941–2005). Die erste Produktion, Mozarts Le nozze di Figaro im Jahre 1989, war eine Produktion der Opera 80, die nach wie vor besteht und seit 1992 den Namen English Touring Opera trägt. Im Folgejahr begannen Eigenproduktionen, für die Ingrams die Guildhall Strings als Orchester verpflichtete. Seit 1992 werden alljährlich drei neue Inszenierungen vorgestellt und diese Tradition bestand in der Folge bis ins Jahr 2016. 22 Jahre lang wurde das Festival auf Ingrams’ Landsitz Garsington Manor in Oxfordshire veranstaltet, nach Ingrams’ Tod organisiert von Witwe und Tochter. 2008 gab die Familie bekannt, dass sie das Anwesen nur mehr bis 2010 zur Verfügung stellen könne. 2012 wurde der Landsitz verkauft.
2011 übersiedelte das Festival nach Wormsley Park, den Landsitz der Familie Getty nahe Stokenchurch in Buckinghamshire, fünfzehn Meilen südöstlich von Garsington Manor, behielt aber seinen traditionellen Namen bei.
Seit 2013 ist der Oboist und Dirigent Douglas Boyd Künstlerischer Leiter des Festivals.

## Charakteristik
Das Festival zählt zum elitären Genre der Country House Opera, welches sich an das Beispiel des 1934 gegründeten Glyndebourne Festivals anlehnt und ab den 1970er Jahren in ganz England etablierte. Gut betuchte Gesellschaftsschichten treffen einander auf einem malerischen Landsitz mit gepflegter Gartenlandschaft und genießen einen Abend mit einer exzellenten Opernaufführung, vorzugsweise einer Rarität, die in London noch nicht zu hören war, trinken Champagner und picknicken in Abendgarderobe.
Die Aufführungen der Garsington Opera finden in einem speziell für das Festival entworfenen Opera Pavilion statt, der vom Architekten Robin Snell entworfen wurde, um alljährlich nach Ende des Festivals abgebaut werden zu können. Der Bau gefiel dem Eigentümer von Wormsley Park, Mark Getty, jedoch derart gut, dass er auf den alljährlichen Abbau verzichtete, sodass der Pavillon nun dauerhaft im Park des Anwesens steht. Durch die Glaskonstruktion wird die malerische Landschaft gewissermaßen in die Aufführung mit einbezogen. Das Opernhaus hat 600 Sitzplätze. Die Vorstellungen beginnen am frühen Abend, noch bei Tageslicht. Den Opernbesuchern wird vor Beginn der Aufführungen auf Wunsch entweder traditional tea oder Champagner serviert und in den überlangen Pausen von rund 85 Minuten besteht, wie beim Glyndebourne Festival, die Möglichkeit eines Dinners – entweder als Picknick auf dem Rasen vor dem Opernhaus oder im Festival Restaurant. Entsprechende Abendkleidung wird empfohlen. Die Besucher können auch mit einem Oldtimer-Bus oder zu Fuß das Anwesen erkunden und den historischen Walled Garden aus dem 18. Jahrhundert besichtigen, der einen Rosengarten, einen Croquet Rasen, eine Pergola, zwei historische Brunnen und ein Miniatur-Freilichttheater umfasst. Die Gartengestaltung erfolgte durch Penelope Hobhouse.

## Repertoire

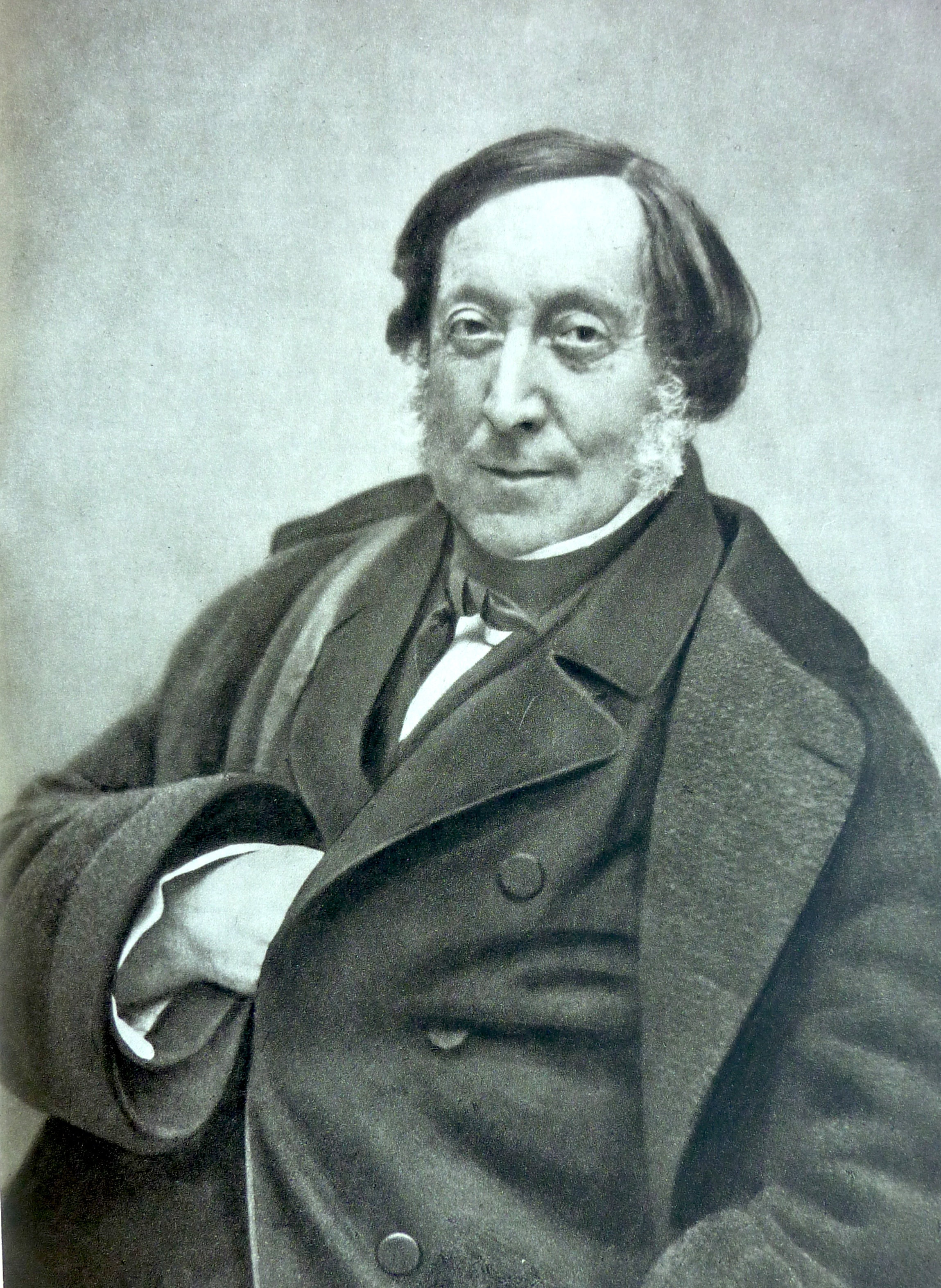
Rossini

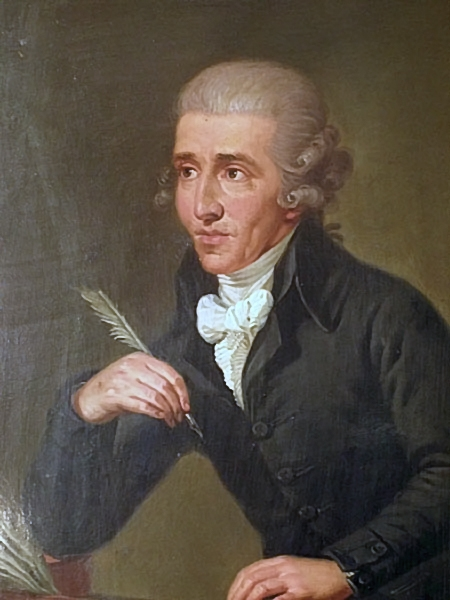
Haydn

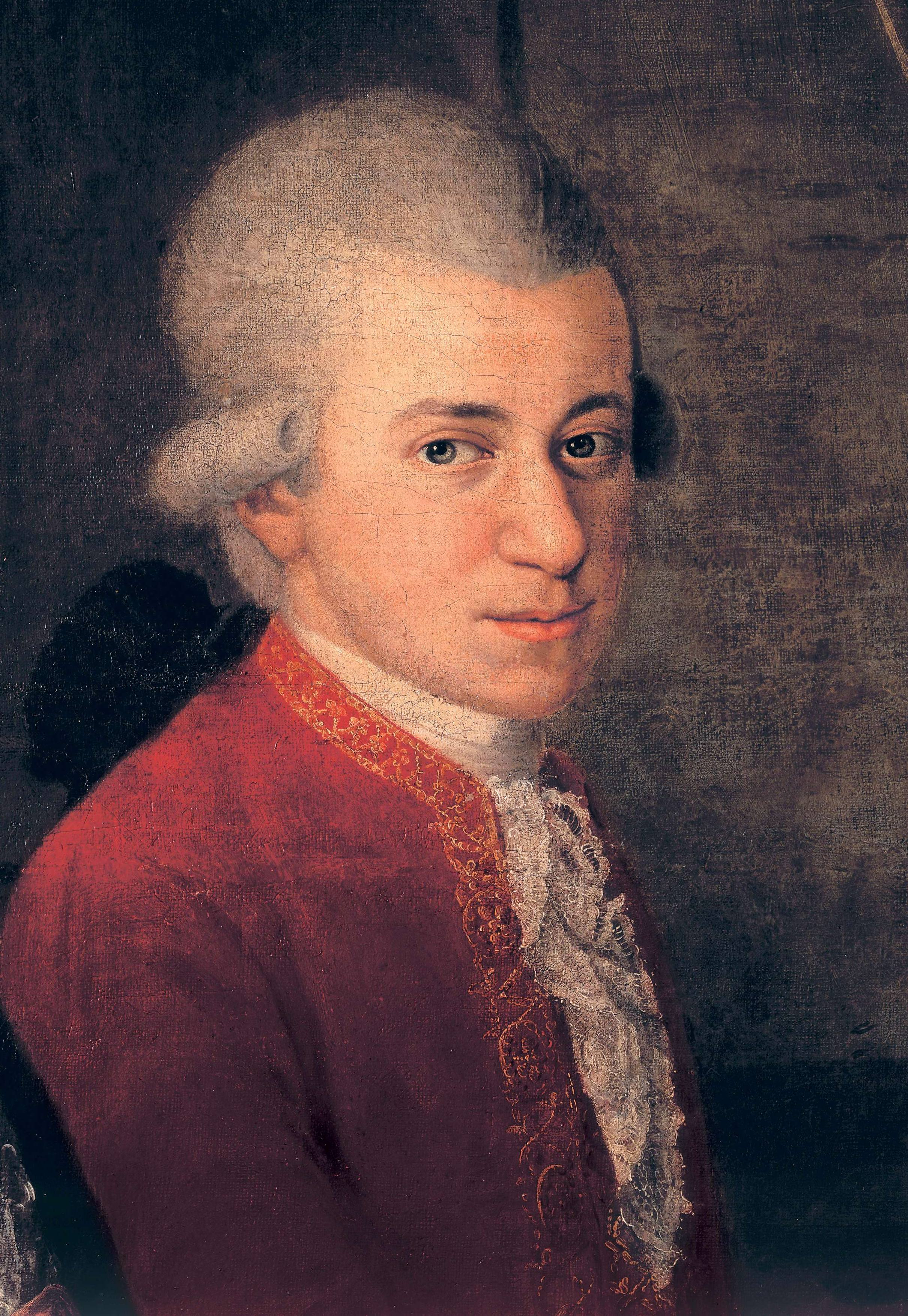
Mozart

Auch die Programmauswahl des Festivals lehnt sich seit Gründung stark an das Konzept des Glyndebourne Festivals an. Zentrale Achse sind die Hauptwerke Mozarts, die drei Da-Ponte-Opern, die Zauberflöte, die Entführung aus dem Serail und Idomeneo. Es wurden aber auch weniger häufig gespielte Werke des Salzburger Komponisten in das Programm aufgenommen, wie La finta giardiniera, Der Schauspieldirektor und Lucio Silla.
Garsington Opera bemüht sich alljährlich um einen Spielplan, der aus bekannten und tradierten Werken einerseits, unbekannten und in England noch nicht vorgestellten Opern andererseits besteht. Beispielsweise präsentierte das Festival zwischen 1990 und 2000 sieben weitgehend unbekannte Opern von Joseph Haydn, darunter auch die britische Erstaufführung von Orlando paladino. Weitere typische Garsington-Komponisten sind Gioachino Rossini und Richard Strauss, die mehrere heitere und komische Werke komponierten. Von Rossini wurden bis 2013 insgesamt zwölf Werke vorgestellt, darunter die britischen Erstaufführungen von La gazzetta (2001) und von L’equivoco stravagante (2004). Von Strauss wurden – neben Arabella (2005) und Ariadne auf Naxos (1993 und 2007) – auch sperrige und selten aufgeführte Opern präsentiert, darunter Daphne (1995), Die ägyptische Helena (1997, Britische Erstaufführung), Die Liebe der Danae (1999) und Die schweigsame Frau (2003). Das Repertoire des Festivals reicht zurück bis zu Antonio Vivaldi – zwischen 2008 und 2012 wurden drei seiner Opern aufgeführt, darunter die britischen Erstaufführungen von L’incoronazione di Dario (2008) und La verità in cimento (2011) – und bis weit ins 20. Jahrhundert. Vier Opern von Benjamin Britten, drei von Leoš Janáček und eine von Bohuslav Martinů, die britische Erstaufführung von Mirandolina im Jahr 2009, zählen zum Bereich der gegenwartsnahen Musikdramatik.
Im Jahr 2016 wurden erstmals vier Produktionen gezeigt, für 2017 sind fünf angekündigt, darunter das erste Auftragswerk und die erste Uraufführung des Festivals – Silver Birch  von Roxanna Panufnik.
Die Opern werden im Regelfall in der Originalsprache gesungen, mit englischen Übertiteln.

## Mitwirkende
Garsington verpflichtet überwiegend junge vielversprechende Sänger am Beginn ihrer Karriere, einerseits aus Kostengründen, andererseits zwecks Förderung des Nachwuchses. So manche Karriere hat dank der medialen Aufmerksamkeit für das Festival einen kräftigen Schub bekommen. Zu den namhaften Mitwirkenden der Garsington Opera zählen die Sänger Susanna Andersson, Melanie Diener (Ilia in Idomeneo, 1996), Susan Bullock (Titelrolle in der Ägyptischen Helena, 1997) und Yvonne Kenny (Christine in Intermezzo, 2001), Norman Reinhardt (Belmonte in der Entführung aus dem Serail, 2013), Lesley Garrett (Despina in Così fan tutte) und Toby Spence (Titelpartie in Idomeneo, 2016). 
Als Dirigenten des Festivals werden durchwegs erfahrene Spezialisten in ihrem Bereich gewählt. Beim Festival dirigierten unter anderem Martin André, Ivor Bolton, Jane Glover, David Parry und der Gründer der Grange Park Opera, Wasfi Kani. In den Jahren 1993 bis 1998 war Kani auch Assistant Director des Festivals.

## Produktionen

### Garsington Manor
- 1989: Le nozze di Figaro
- 1990: Così fan tutte, Orlando paladino
- 1991: Il mondo della luna, Die Entführung aus dem Serail
- 1992: La vera costanza, The Turn of the Screw, Don Giovanni
- 1993: Le nozze di Figaro, L’infedeltà delusa, Ariadne auf Naxos
- 1994: L’incontro improvviso, Il barbiere di Siviglia, Capriccio
- 1995: La fedeltà premiata, Der Schauspieldirektor, La Cenerentola, Daphne
- 1996: Albert Herring, Idomeneo, Il turco in Italia
- 1997: Così fan tutte, Die ägyptische Helena, Le pescatrici
- 1998: Lucio Silla, La pietra del paragone, Falstaff
- 1999: Die Entführung aus dem Serail, L’italiana in Algeri, Die Liebe der Danae
- 2000: Il mondo della luna, Le nozze di Figaro, Genoveva
- 2001: Intermezzo, Die Zauberflöte, La gazzetta
- 2002: Šárka/Osud, Don Giovanni, La finta giardiniera, La gazza ladra
- 2003: Die Entführung aus dem Serail, Il barbiere di Siviglia, Die schweigsame Frau
- 2004: Così fan tutte, L’equivoco stravagante, Cherevichki
- 2005: Le nozze di Figaro, Le comte Ory, Arabella
- 2006: Don Pasquale, Der Stein der Weisen, Die Mainacht
- 2007: Il re pastore, La donna del lago, Ariadne auf Naxos
- 2008: Così fan tutte, L’incoronazione di Dario, The Rake’s Progress
- 2009: Fidelio, Mirandolina, La Cenerentola
- 2010: A Midsummer Night’s Dream, Le nozze di Figaro, Armida

### Wormsley Park

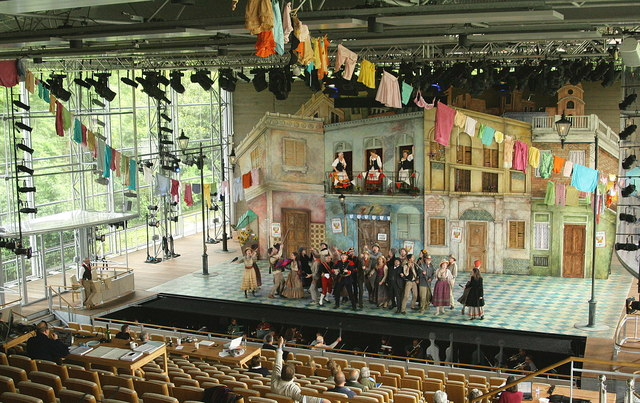
Probe von Jacques Offenbachs La Périchole, 2012

- 2011: Die Zauberflöte, La verità in cimento, Il turco in Italia
- 2012: Don Giovanni, La Périchole, Vivaldis L’olimpiade
- 2013: Hänsel und Gretel, Die Entführung aus dem Serail, Maometto II
- 2014: Fidelio, The Cunning Little Vixen, Vert-Vert
- 2015: Così fan tutte, Death in Venice, Intermezzo
- 2016: Eugen Onegin, L’italiana in Algeri, Idomeneo, The Creation
- 2017: Semele, Le nozze di Figaro, Pelléas et Mélisande, Il turco in Italia, Silver Birch von Roxanna Panufnik (Uraufführung)
- 2018: Die Zauberflöte, Capriccio, Verdis Falstaff, The Skating Rink von David Sawer (Uraufführung)

## Leitung des Festivals
- 1989–2005: Leonard Victor Ingrams
- 2005–2013: Anthony Whitworth-Jones
- seit 2013: Douglas Boyd

## Auszeichnungen
- Europäischer Kultur-Projektpreis
- International Opera Award, Nominierung als bestes Festival des Jahres 2015

## Förderung junger Sänger
Das Projekt vergibt regelmäßig Preise und Stipendien für jüngere Sänger und Dirigenten:
| Leonard Ingrams Foundation Awards - 2011: Ruth Jenkins-Róbertsson - 2012: Naomi O’Connell, John Andrews - 2013: Rhiannon Llewellyn, Susanna Stranders - 2014: Jennifer France, Alice Rose Privett, Anna Harvey - 2015: Bradley Travis, Llio Evans |  | Helen Clarke Award - 2012: Robyn Allegra Parton - 2013: Alice Rose Privett - 2014: Bradley Travis - 2015: Oliver Johnston |  | Simon Sandbach Award - 2012: Joshua Owen Mills - 2013: Jan Capiński - 2014: Richard Dowling - 2015: Daniel Rudge |

Vom 1. bis 5. August 2016 veranstaltete das Festival den Workshop Garsington Youth Opera, in dessen Rahmen sechzig junge Musiker zwei Werke zeitgenössischer Komponisten erarbeiteten – die zwölf Minuten lange Mini-Oper Mighty Oaks Academy von John Barber und den Eröffnungschor aus der Oper Silver Brich von Roxanna Panufnik, die 2017 beim Festival präsentiert werden wird.

## Trivia

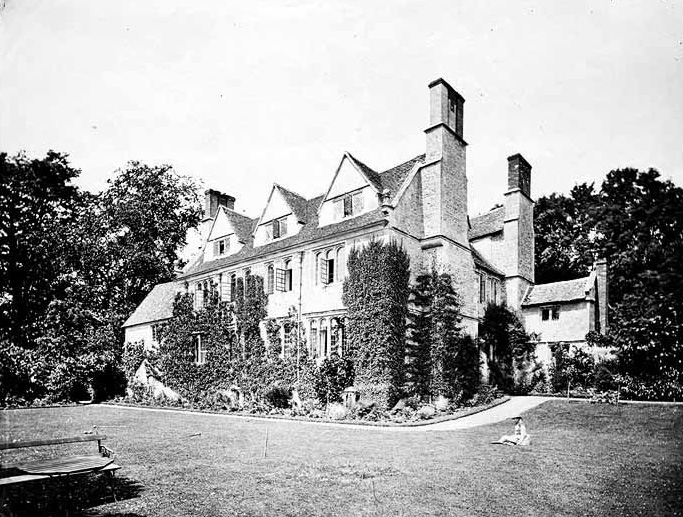
Garsington Manor, Photographie aus dem Jahr 1865 von Henry Taunt

In den 1990er Jahren kam es zu heftigen Protesten der Anrainer von Garsington Manor, die Mozarts, Haydns und Rossinis Opern als Lärmbelästigung empfanden und im Jahr 1996 vor Gericht eine Schadensersatzleistung in Höhe von 1.000 britischen Pfund erstritten. Der Anrainer Peter Rodger formulierte sein Unbehagen gegenüber der New York Times wir folgt: „Man kann zwar die Worte hören [die gesungen werden], aber nachdem ich weder italienisch noch deutsch verstehe, ergeben sie keinen Sinn für mich“. Und weiters: „Die Oper, dort wo sie steht, ist einfach zu nah an den Nachbargrundstücken.“ Nachdem im Berufungsverfahren das 1.000-£-Urteil jedoch aufgehoben worden war, setzte Monica Waud, eine Bewohnerin der Gegend, einen unerhörten Akt zivilen Ungehorsams: Gemeinsam mit einer Reihe weiterer Nachbarn organisierte sie im Jahr 1997 während einer Aufführung von Haydns Le pescatrici eine Lärminszenierung der Anrainer. Die Protestierenden begannen während der Aufführung Rasen zu mähen, trimmten lautstark ihre Hecken, betätigten Dieseltraktoren, Bewässerungssysteme und Autoalarmanlagen. In Summe verursachten die Operngegner einen Höllenlärm, der – als großes Finale – vom Fluglärm eines Privatflugzeuges gekrönt wurde, gesteuert von dem Hämatologen Paul Giangrande.
„The audience was very English,“ sagte die Sprecherin des Festivals. „It was a bit like the Blitz. They all rallied together.“
Zwar errichteten die Festivalsveranstalter eigene Schallschutzwände rund um das Opernhaus, doch dämpfte dies den Zorn der Anrainer nicht. Im Jahr 2001 versuchten die Protestierenden – erneut erfolglos – mithilfe des Human Rights Acts, weitere Veranstaltungen der Garsington Opera zu verhindern, indem sie behaupteten, dass ihnen durch die Opernaufführungen der „friedliche Genuss ihrer Besitztümer“ verleidet würde. In den Spielzeiten 2000 bis 2005 führte das Environmental Health Service von South Oxfordshire alljährlich Lärmmessungen durch Sally Coxell (Head of Environmental Health) durch und kam alljährlich zum Schluss: „no statutory noise nuisance“, keine gesetzliche Lärmbelästigung.
Auch nach dem Tod des Besitzers von Garsington Manor und Intendanten des Festivals, Leonard Victor Ingrams, am 27. Juli 2005 durch einen Herzanfall endeten die Proteste nicht. 2010 fanden die letzten Opernaufführungen in Garsington Manor statt, das Festival übersiedelte nach Wormsley Park.